# Turbococco
Turbococco è un singolo del rapper italiano Ghali, pubblicato il 21 giugno 2019.

## Video musicale
Il videoclip, diretto da Giulio Rosati, è stato pubblicato il 2 luglio 2019 attraverso il canale YouTube del rapper.

## Tracce
1. Turbococco – 2:36

## Successo commerciale
Turbococco ha ottenuto un discreto successo in Italia, raggiungendo la top 50 della Top Singoli. Al termine dell'anno è risultato essere il 66º brano più trasmesso dalle radio.

## Classifiche
| Classifica (2019) | Posizione massima |
| ----------------- | ----------------- |
| Italia            | 45                |